# GIF 순스발
GIF 순스발(GIF Sundsvall)은 1903년 8월 25일에 창단된 스웨덴 순스발의 축구 클럽으로, 현재 수페레탄에서 활동하고 있다.

## 선수 명단

### 현역
참고: FIFA 자격 규정에 따라 소속된 국가대표팀 국기를 표시합니다. 선수는 복수의 FIFA 비회원국 국적을 가지고 있을 수 있습니다.
| 번호 | 포지션 | 국적 | 이름               |
| ---- | ------ | ---- | ------------------ |
| 2    | DF     | 가나 | 코조 페프라 오퐁   |
| 6    | MF     | 가나 | 압둘 할릭 후두     |
| 8    | MF     |      | 마크 만촌 아르만스 |
| 15   | MF     |      | 마르셀로 팔로미노  |
| 21   | FW     |      | 폰투스 엥블롬      |

| 번호 | 포지션 | 국적 | 이름 |
| ---- | ------ | ---- | ---- |